# Malšovice
Malšovice är en ort i Tjeckien.   Den ligger i regionen Ústí nad Labem, i den nordvästra delen av landet, 70 km norr om huvudstaden Prag. Malšovice ligger 198 meter över havet och antalet invånare är 747.
Terrängen runt Malšovice är huvudsakligen lite kuperad. Malšovice ligger nere i en dal. Runt Malšovice är det ganska glesbefolkat, med 24 invånare per kvadratkilometer. Närmaste större samhälle är Ústí nad Labem, 12,7 km sydväst om Malšovice. I omgivningarna runt Malšovice växer i huvudsak blandskog.